# Bolesław Januszowic
Bolesław Januszowic (circa 1385/1386 - 4 mei 1424) was een Poolse prins uit de Mazovische tak van het huis Piasten.

## Levensloop
Bolesław was de tweede zoon van hertog Jan I van Warschau en diens echtgenote Danutė, dochter van grootvorst Kęstutis van Litouwen.
Al op jonge leeftijd werd hij voorbereid om de regering van het hertogdom Mazovië over te nemen, samen met zijn oudere broer Jan de Jongere. In 1409 werd hij door zijn vader aangesteld tot het hoofd van een vergeldingsexpeditie tegen de Duitse Orde, waarbij de stad Soldau en veertien omliggende dorpen veroverd en platgebrand werden. In 1411 ondertekende hij als afgevaardigde van de hertogen van Mazovië de Eerste Vrede van Thorn, dat een einde maakte aan de oorlog met de Duitse Orde.
In 1414 nam Bolesław deel aan een nieuwe oorlog tegen de Duitse Orde, waarbij hij alle activiteiten van de Mazovische troepen coördineerde. Na de dood van zijn oudere broer in 1422 erfde hij het district Czersk, waar hij persoonlijk de macht uitoefende en ook resideerde.
In mei 1424 overleed Bolesław onverwacht, vijf jaar voor zijn vader. Hij werd bijgezet in de Sint-Johanneskathedraal van Warschau.  

## Huwelijk en nakomelingen
Rond 1412 huwde Bolesław met Anna (overleden in 1458), dochter van Feodor Olgerdovitsj, prins van Ryslk, Ratnie en Bryansk, de oudste zoon van grootvorst Algirdas van Litouwen. Ze kregen volgende kinderen:
- Koenraad (1413-1427)
- Euphemia (1420-1436), huwde in 1435 met de Litouwse prins Michael Žygimantaitis
- Bolesław IV (1421-1454), hertog van Warschau